# Филадельфийская бригада
Филадельфийская бригада (англ. Philadelphia Brigade), так же известная как «Калифорнийская бригада» — бригада армии Союза во время гражданской войны в США. Она была сформирована в основном в Филадельфии (Пеннсильвания), за исключением 106-го полка, в котором служили солдаты из округов Ликоминг и Брэдфорд.
Бригада воевала в составе Потомакской армии на восточном театре боевых действий и участвовала в нескольких крупных сражениях, в частности: при Энтитеме, Фредериксберге, Геттисберге и во время Оверлендской кампании. Бригада стала знаменита тем, что участвовала в отражении атаки Пикетта 3 июля в сражении под Геттисбергом. Часть бригады была распущена в июне 1864, часть распределена по другим бригадам.

## История
Полки филадельфийской бригады были сначала сформированы как калифорнийские. Некоторые жители Западного Побережья хотели, чтобы калифорнийские части присутствовали на восточном театре боевых действий и попросили сенатора штата Орегон Эдварда Бэйкера  сформировать полк с названием своего штата. Бейкер набрал полк в Филадельфии и назвал его «1-й калифорнийский». К октябрю он набрал ещё 2-й, 3-й и 5-й калифорнийские полки и свел их всех в бригаду. После его смерти в сражении при Боллс-Блафф, Пенсильвания объявила полки своими и переименовала их:
- 1-й калифорнийский стал 71-м полком;
- 2-й калифорнийский стал 69-м полком;
- 3-й калифорнийский стал 72-м полком;
- 5-й калифорнийский стал 10-м полком.

Бригаду возглавил бригадный генерал Уильям Бёрнс и она была включена в состав II-го корпуса Потомакской армии как 2-я бригада 2-й дивизии. Она участвовала в кампании на полуострове, заслужив похвалы генерала Хукера, который назвал атаку бригады под Глендейлом «первой удачной штыковой атакой в этой войне». Она участвовала в Семидневной Битве, в частности — в бою у Саваж-Стейшн. При Малверн-Хилл она стояла на правом фланге армии и не принимала участия в бою.
В сражении при Энтитеме бригадой командовал Оливер Ховард. Бригада входила в состав дивизии Джона Седжвика и участвовала в его неудачной атаке у Вествуда. Дивизия Седжвика встретила сильное сопротивление, а затем была атакована с фланга. Многие части дивизии были обращены в бегство, в том числе и филадельфийская бригада. Всего за 10 минут бригада потеряла 545 человек. Когда Седжвик выбыл из строя из-за ранения, Оливер Ховард принял командование дивизией, а филадельфийскую бригаду передал полковнику Джошуа Оуэну, командиру 69-го полка.
В сражении при Фредериксберге в декабре того года бригаде пришлось участвовать в штурме высот Мари. 71-й полк был оставлен в городе, поэтому Ховард взамен включил в бригаду 127-й полк. Атака дивизии Ховарда была непродолжительна и потери были сравнительно невелики. Филадельфийская бригада наступала неплохо, но другие бригады вскоре повернули назад, так что и филадельфийской пришлось отступить. В этом сражении бригада потеряла 258 человек, причем 146 из них потерял 127-й пенсильванский полк.
Во время сражения при Чанселорсвилле в мае 1863 года бригада участвовала в составе дивизии Джона Гиббона, которая оставалась на зимних квартирах. 3 мая во время Второго сражения при Фредериксберге дивизия поддерживала атаку Джона Седжвика на высоты Мари, а затем осталась во Фредериксберге охранять город и мосты.
За несколько дней до сражения под Геттисбергом генерал Джошуа Оуэн был отстранен от командования и заменен генералом Александром Уэббом в надежде на то, что Уэбб восстановит дисциплину в бригаде. Под Геттисбергом бригаду разместили на Кладбищенском хребте, где 2 июля она отбила атаку Эмброуза Райта и сама перешла в контратаку, преследуя противника до Эммитсбергской дороги.
3 июля восемь рот 106-го полка были отправлены на Кладбищенский Холм, а ещё две размещены на Эммитсбергской дороге в качестве пикетов. 71-й полк был послан на Калпс-Хилл, но потом его вернули обратно. Половину полка разместили у каменной стены на хребта, а половину — справа сзади. 69-й полк был поставлен у стены левее 71-го. 72-й полк стоял в резерве около «группы деревьев». Две роты 106-го полка вернулись на хребет и их разместили вместе с 72-м полком. Во время «атаки Пикетта» бригада оказалась как раз на участке атаки дивизии Пикетта. Левый фланг 71-го полка начал отступать от стены, позволив бригаде генерала Льюиса Армистеда прорваться за стену. 69-й полк был вынужден отвести крайние правые роты, чтобы прикрыть фланг. Однако, стоящий левее 59-й полк тоже отступил, что вынудило 69-й так же постепенно отходить назад. Рота Е оказалась в изоляции и была окружена атакующими.
Положение было критическое: 72-й полк с приданными ему ротами 106-го полка отказался контратаковать, несмотря на приказ Уэбба. Попытка Уэбба повести полки в атаку так же сорвалась из-за гибели знаменосца (а также потому, что знаменосец не узнал Уэбба и не позволил ему взять знамёна). И только когда полки соседних дивизий пошли в атаку, Уэбб смог, наконец, заставить своих людей сдвинуться с места. Он был ранен в пах, но не покинул поля боя. Во время контратаки бригада сумела захватить знамёна 3-го, 9-го, 53-го и 56-го вирджинских полков.
После Геттисберга бригада продолжала состоять в Потомакской армии и прошла все сражения от Оверлендской кампании до Аппоматтокса. Оуэн был восстановлен в должности командира бригады и в неё был включен 152-й нью-йоркский пехотный полк. Однако, многие генералы сомневались в том, что Оуэн способен управлять бригадой. В сражении при Спотсильвейни ему было приказано провести разведку боем, но в нужный момент его не оказалось на месте по необъяснимым причинам, так что в итоге бригадой руководил другой офицер. В сражении при Колд-Харбор бригада в последний раз сражалась как отдельное боевое соединение. И снова Оуэн оказался неготов к атаке 3-го июня и не смог атаковать вовремя. согласно приказу. В результате Оуэна отстранили от командования и уволили из армии. 22 июля 1864 года бригада была расформирована. Основная часть 71-го и 106-го полков и весь 72-й полк были распущены, а остатки 71-го включены в 69-й полк, а 106-й полк превращен в четырёхротный батальон.
За всю войну бригада потеряла 3 533 человека из своих 5 320, то есть, примерно 64 %.

## Командиры
- Полковник Эдвард Бэйкер[англ.] — до 21 октября 1861
- Бригадный генерал Уильям Бёрнс — октябрь 1861 — август 1862
- Бригадный генерал Оливер Ховард — август 1862 — сентябрь 1862
- Бригадный генерал Джошуа Оуэн[англ.] — сентябрь 1862 — июнь 1863
- Бригадный генерал Александр Вебб — июль 1863
- Бригадный генерал Джошуа Оуэн[англ.] — август 1863 — июнь 1864